# Basket Club Telenet Oostende
Basket Club Telenet Oostendeje košarkaški klub iz Belgije, iz grada Oostendea. Osnovan je 1970. godine. Igraju u dvorani Sleuyter Arena koja je kapaciteta 5000 mjesta.
U Oostendeu radi hrvatski stručnjak, Dario Gjergja, s kojim je Oostende 2011./12. osvojio naslov prvaka.

## Uspjesi
Kup Radivoja Koraća
- polufinale: 1998./1999.

FIBA Eurochallenge
- treći: 2010./2011.

Belgijsko prvenstvo
prvaci (12x): 1980./81., 1981./82., 1982./83., 1983./84., 1984./85., 1985./86., 1987./88., 1994./95., 2000./01., 2001./02., 2005./06., 2006./07., 2011./12.
Belgijski kup
osvajači (12x): 1979., 1981., 1982., 1983., 1985., 1989., 1991., 1997., 1998., 2001., 2008., 2010.
Kup Beneluksa
osvajači (1x): 1988.

## Vanjske poveznice
- Službene stranice
- Službene navijačke stranice  Arhivirana inačica izvorne stranice od 23. veljače 2011. (Wayback Machine)